# Bailando (Enrique Iglesias)
Bailando è un singolo del cantante spagnolo Enrique Iglesias, pubblicato il 28 marzo 2014 come sesto estratto dal decimo album in studio Sex and Love.

## Descrizione
Esistono 4 versioni del brano. L'originale, esclusivamente in spagnolo, vede la partecipazione di Descemer Bueno e Gente de Zona. Registrata da questi ultimi, per questa versione è stato pubblicato un video nell'ottobre 2013. La versione spanglish vede la partecipazione del cantante giamaicano Sean Paul. Esistono poi due versioni con alcune strofe in portoghese: la prima è stata fatta con il cantante brasiliano Luan Santana e la seconda con il cantante portoghese Mickeal Carreira, solo questa versione è stata pubblicata ufficialmente. Il brano è stato scritto da Descemer Bueno e da Alexander Delgado e Randy Malcom Martinez di Gente de Zona, mentre è stata prodotta da Carlos Paucar.

## Video musicale
Il video musicale mostra Ana Karla Suárez Lima in qualità di ballerina. Il video ha riscosso un enorme successo su YouTube, raggiungendo, il 15 agosto 2015, il traguardo di un miliardo di visualizzazioni. Il 2 aprile 2017 e l'8 aprile 2021 il video raggiunge rispettivamente i due e i tre miliardi di visualizzazioni.

## Classifiche

### Classifiche settimanali
| Classifica (2014) | Posizione massima |
| ----------------- | ----------------- |
| Australia         | 52                |
| Austria           | 42                |
| Belgio (Fiandre)  | 6                 |
| Belgio (Vallonia) | 42                |
| Canada            | 13                |
| Finlandia         | 10                |
| Francia           | 12                |
| Germania          | 31                |
| Irlanda           | 72                |
| Italia            | 1                 |
| Lussemburgo       | 8                 |
| Paesi Bassi       | 3                 |
| Polonia           | 1                 |
| Portogallo        | 1                 |
| Regno Unito       | 75                |
| Repubblica Ceca   | 85                |
| Spagna            | 1                 |
| Stati Uniti       | 12                |
| Svezia            | 47                |
| Svizzera          | 4                 |

### Classifiche di fine anno
| Classifica (2014) | Posizione |
| ----------------- | --------- |
| Canada            | 54        |
| Francia           | 79        |
| Italia            | 1         |
| Spagna            | 1         |
| Stati Uniti       | 38        |
| Svizzera          | 12        |

## Riconoscimenti
- 2014 – Latin Grammy Awards
  - Canzone dell'anno
  - Miglior performance urbana
  - Miglior canzone urbana
  - Candidatura per il record dell'anno
- 2014 – Latin Music Italian Awards
  - Miglior video maschile latino dell'anno
  - Testo preferito
  - Candidatura per la miglior canzone latina dell'anno
  - Candidatura per la miglior collaborazione latina dell'anno
- 2014 – Lo Nuestro Awards
  - Canzone pop dell'anno
  - Collaborazione pop dell'anno
  - Video dell'anno
- 2014 – Los Premios 40 Principales
  - Miglior video spagnolo
  - Candidatura per la miglior canzone spagnola
- 2014 – Neox Fan Awards
  - Candidatura per la canzone dell'anno

- 2014 – Premios Juventud
  - Testo preferito
- 2014 – Premios Tu Mundo
  - Canzone Start-Party
- 2014 – Premios 40 Principales América
  - Miglior canzone in lingua spagnola
- 2015 – Billboard Latin Music Awards
  - Canzone dell'anno
  - Canzone dell'anno – Vocal Event
  - Canzone pop dell'anno
  - Canzone dell'anno – Airplay
  - Canzone dell'anno – Digital
  - Canzone dell'anno – Streaming
- 2015 – Billboard Music Award
  - Miglior canzone latina
- 2015 – Premios Juventud
  - La canzone orecchiabile preferita
  - Video musicale preferito
  - La suoneria preferita
  - La combo perfetta